# Fatimata Diasso
Fatimata Brigitte Diasso, née le 18 juin 1990 à Dabou, est une athlète handisport ivoirienne, concourant dans la catégorie T11 pour les déficients visuels.

## Biographie
Sélectionnée pour participer aux Jeux paralympiques d'été de 2012, elle doit déclarer forfait juste avant le 100 m pour une blessure au muscle ischio-jambier. En 2014, elle emménage en France et part s'entraîner dans le club de AJ Blois-Onzain, le club de Marie-Amélie Le Fur.
Aux Jeux paralympiques d'été de 2016, après avoir été éliminée en série du 100 m et du 200 m T11, elle remporte finalement la médaille d'argent du saut en longueur T11 avec un saut à 4,89 m, derrière la Brésilienne Silvânia Costa de Oliveira et devant la Brésilienne Lorena Salvatini Spoladore. C'est la seule médaille remportée par la délégation ivoirienne lors de ces Jeux paralympiques et la première depuis les Jeux paralympiques d'été de 2000. En récompense, elle reçoit un chèque de 40 millions de francs CFA et une villa, récompense officielle de la Côte d'Ivoire pour les médailles d'argent olympiques et paralympiques.

## Distinctions
- 2016 : Officier de l'Ordre national[6],[7]

## Palmarès

### Jeux paralympiques
- Jeux paralympiques d'été de 2016 à Rio de Janeiro ( Brésil) :
  -  médaille d'argent du saut en longueur T11